# Autoestrada A2 (Itália)
A Autoestrada A2 foi uma autoestrada da Itália, conectando Roma a Nápoles. Desde 1988 foi incorporada ao traçado da Autoestrada A1, sendo que a denominação "A2" foi posta em desuso e nunca utilizada novamente em outra rodovia do país.

## História
Com 202 km, sua construção iniciou em 1956 e foi finalizada em 1964. Em 21 de julho de 1988 foi anunciada a construção de uma ligação direta entre duas importantes autoestradas: a Autoestrada A1, que inicialmente ligava Milão à capital italiana, e a A2, que ligava Roma a Nápoles. Com a junção terminada e aberta ao tráfego, todo o percurso foi batizado de A1 Milão - Nápoles, tornando-se a maior autoestrada da Itália com 754 km de extensão.